# Munitionslager Stockheim

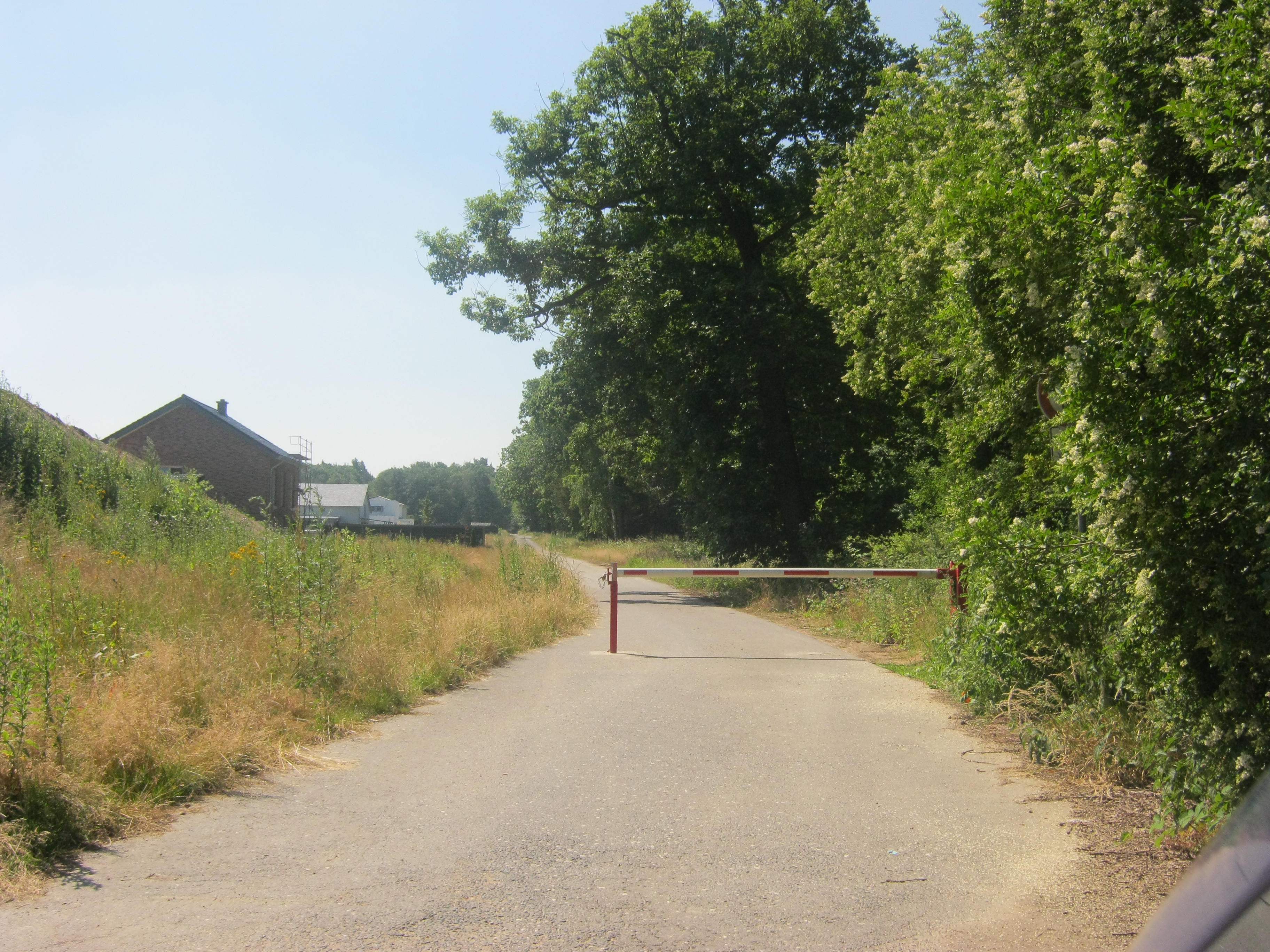
Ehemalige Zufahrt zum Munitionslager Stockheim

Das Munitionslager Stockheim war eine Einrichtung der belgischen Armee an der Landesstraße 327 zwischen Stockheim und Niederau im Kreis Düren, Nordrhein-Westfalen.
Das etwa 130 Hektar große Areal wurde kurz nach dem Zweiten Weltkrieg (etwa im Jahr 1953) eingerichtet und durch einen Zaun hermetisch abgeriegelt. Die mitten hindurchführende „Alte Gasse“ war damit nicht mehr für die Bevölkerung nutzbar. 
Die Sperrung blieb auch weiterhin bestehen, als das Militär Mitte der 1990er Jahre das Gelände räumte, weil über 180 asbestbelastete Munitionshütten auf dem gesamten Gelände verteilt waren. Aufgrund dessen konnte eine Entsorgung dieser Hütten nur durch eine Fachfirma nach strengen Sicherheitsregeln erfolgen. Im Jahre 2003 hat schließlich die Firma Strabag das gesamte Areal käuflich von der Bundesvermögensverwaltung erworben mit dem Ziel, in einem Teilbereich Wohnhäuser errichten zu können. Vertraglich war die Verpflichtung übernommen worden, bis Ende des Jahres 2013 die gesamten Munitionshütten fachgerecht zu entsorgen und das Waldgebiet wieder der Bevölkerung zur Verfügung zu stellen.
Bis zum Bau der Wohnhäuser und somit der Erschließung des Neubaugebietes „Marieneiche“ dienten Häuser des Militär-Komplexes als Unterkunft für Asylbewerber. Auf den Freiflächen parkten Lkw, die Waren zur etwa zwei Kilometer entfernten Papierfabrik in Niederau brachten oder dort abholten. Sie wurden zum Be- oder Entladen vom Lager in Stockheim abgerufen.